# کشتی مسافری کلاس -ایوان فرانکو
کشتی مسافری کلاس -ایوان فرانکو (به انگلیسی: Ivan Franko-class passenger ship) یک کلاس از کشتی است که طول آن ۱۷۵٫۷۹ متر (۵۷۷ فوت) و ارتفاع آن ۱۶٫۱۹ متر (۵۳ فوت) می‌باشد. این کلاس از کشتی در سال ۱۹۶۴ ساخته شد.